# فيرا فرينكل
فيرا فرينكل هي فنانة كندية، ولدت في 10 نوفمبر 1938 في براتيسلافا في سلوفاكيا.

## وصلات خارجية
- الموقع الرسمي